# Imiennik – Miecz i pastorał
Imiennik – Miecz i pastorał – powieść Karola Bunscha należąca do cyklu „Powieści Piastowskie”,  druga część powieści Imiennik (pierwszą stanowi Śladem Pradziada). Opowiada o ostatnich latach panowania Bolesława II, gdy był on u szczytu swej potęgi – większej od cesarskiej, zdolnej nadawać trony. Opowiada o koronacji Bolesława na króla, o zaangażowaniu militarnym na Rusi, Węgrzech, w Czechach jak i o buncie, który zniweczył jego dorobek i poddał kraj w obcą zależność. Przybliża również historię konfliktu Bolesława z biskupem krakowskim Stanisławem i jego wpływ na obalenie króla.
Historia zaczyna się, gdy Bolesław u szczytu swej potęgi, najsilniejszy sprzymierzeniec papieża Grzegorza VII, powraca z udanej wyprawy na Ruś i Węgry. Przywozi skarby, jakich lud nie widział od czasów Chrobrego. Witany jest z wielkim uznaniem. Jedynie biskup Stanisław nie okazuje należnego mu szacunku. Dalej - wierny Doman i najbardziej zaufany doradca księcia Nawój stają się świadkami zaogniającego się, zgubnego konfliktu. Biskup Stanisław w swej pysze nie zauważa, że jest narzędziem w rękach Sieciecha, który od lat przygotowuje podwaliny buntu. Doman przeżywa coraz głębsze rozdwojenie – serce chce być blisko ukochanej Bietki, ale jako jeden z najbardziej zaufanych księcia nie może sobie na to pozwolić. Bolesław zdaje sobie sprawę, iż jest coraz bliższy królewskiej korony, mocniej angażuje się w politykę za granicami swego państwa nie dostrzegając dążeń Sieciecha do skupienia władzy w rękach Władysława Hermana.  